# Sujeo

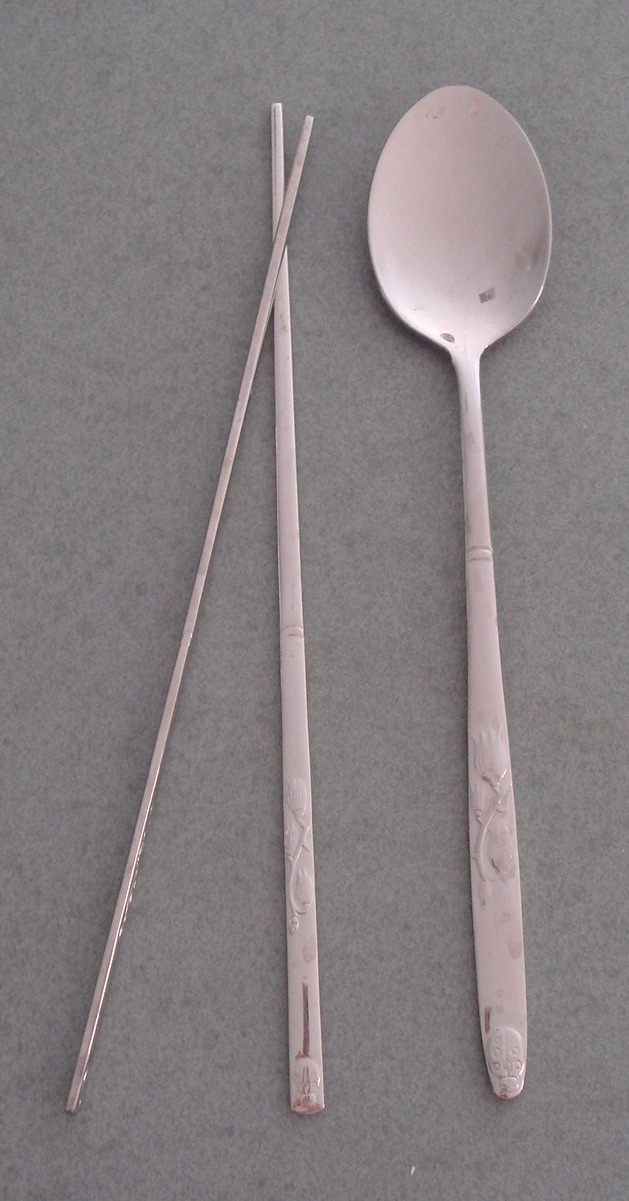

Sujeo (수저) es la palabra coreana para el conjunto de utensilios comunes de la gastronomía coreana. La palabra es un acrónimo de las palabras sutgarak (숟가락, «cuchara») y jeotgarak (젓가락, «palillos»). El juego de sujeo incluye un par de palillos de metal ovalado o redondeado-rectangular (a menudo de acero inoxidable), y una cuchara poco profunda de mango largo del mismo material. Uno puede usar ambos al mismo tiempo, pero esta es una forma reciente de acelerar la alimentación. No se considera una buena etiqueta sostener la cuchara y el palillo juntos en una mano, especialmente cuando se come con ancianos. Más a menudo la comida se come solo con los palillos. A veces, la cuchara aparte de los palillos se conoce como sujeo.
Los palillos se pueden poner sobre una mesa, pero nunca se deben poner en la comida de pie, especialmente el arroz, ya que se considera que trae mala suerte, ya que se asemeja a las ofrendas de comida para antepasados fallecidos. La cuchara se puede colocar sobre el tazón de arroz o el tazón de sopa, si no se ha utilizado. Como la comida se come rápidamente y las porciones son pequeñas, se dedica poco tiempo a dejar los utensilios para comer.
Las fundas para sujeo en papel o telas coreanas a menudo se bordaban con símbolos de longevidad y se regalaban, especialmente en bodas. Ahora se venden como recuerdos.